# Michael Claus
Michael Claus (* 25. Februar 1960 in Rüdersdorf bei Berlin) ist ein ehemaliger deutscher Politiker (DVU). Er war von 1999 bis 2009 Abgeordneter des Landtages Brandenburg und dort stellvertretender Vorsitzender der DVU-Fraktion.

## Leben
Claus ließ sich zwischen 1976 und 1978 zum Zerspanungsfacharbeiter (Dreher/Fräser) ausbilden und arbeitete bis 1990 als Dreher. Von 1991 bis 1997 war er als Maschinist tätig und ab 1997 als Vorarbeiter bei den Zementwerken Rüdersdorf.

## Politik
Claus war seit 1993 Mitglied des Brandenburger Landesvorstandes der DVU und seit 1997 deren stellvertretender Vorsitzender.
Bei den Landtagswahlen im September 1999 erzielte die DVU 5,3 % der Zweitstimmen. Claus wurde Mitglied des Brandenburger Landtages und zugleich stellvertretender Vorsitzender der DVU-Landtagsfraktion. Während der 3. Wahlperiode (1999–2004) war er stellvertretender Vorsitzender des Ausschusses für Landwirtschaft, Umweltschutz und Raumordnung, sowie Mitglied in den Ausschüssen für Haushaltskontrolle und Inneres. Bei den Landtagswahlen 2004 konnte Claus über die Landesliste seiner Partei erneut in das Landesparlament einziehen. In der 4. Wahlperiode (2004–2009) vertrat er seine Fraktion erneut in den Ausschüssen für Haushaltskontrolle und Inneres. 2009 verfehlte die DVU die 5 %-Hürde deutlich, Claus schied somit aus dem Landtag aus.